# Yhonny Ramírez
Yhonny Albeiro Ramírez Lozano (Medellín, Colombia; 23 de mayo de 1983) es un exfutbolista colombiano que jugaba como volante de marca.

## Trayectoria

### Envigado y Real Cartagena
Ramírez nació en Medellín el 23 de mayo de 1983. Comenzó en un equipo llamado San Rafael donde jugaba como defensor central o volante de creación, allí jugando el popular torneo de Pony Fútbol el entrenador Robiro Gómez lo observa y lo incorpora a la cantera del Envigado FC en 1995.
Cuenta Yonny que tras 6 años en las inferiores del Envigado FC en el año 2001 fue promovido al equipo profesional por el entrenador Hugo Castaño, pero un día antes de lograr su debut llegó tarde a la última pratica del entrenamiento previo al juego siendo esto tomado como una falta grave y por ello sería desafectado de la convocatoria.
Debutó profesionalmente en Envigado FC un año más tarde en 2002 en donde estuvo hasta 2007-ll. Luego de un breve paso de seis meses en el Real Cartagena donde fue dirigido por el entrenador Walter Aristizabal.

### Boyacá Chico
En las filas del Boyacá Chicó, en donde fue parte de la nómina que obtuvo el título del Apertura 2008.
Con el cuadro ajedrezado, este mediocampista reconocido por su larga trenza, fue subcampeón de la Copa Colombia 2011, cayendo en la final ante el que sería su próximo club, Millonarios. Ramírez demostró tanto interés en vestir los colores azul y blanco, que él mismo le insistió a Eduardo Pimentel para que aprobara su traspaso.
Con el Boyacá Chicó tras tres temporadas anotó 8 goles (6 en Liga y 2 en Copa Colombia) disputando 160 partidos (120 por Liga, 6 por Copa Libertadores y 34 por Copa Colombia). En este club sería de se ganara un renombre importante en el FPC debido a su gran rendimiento.

### Millonarios
A su llegada al equipo Capitalino, ocupó la titularidad en la escuadra que durante el primer semestre no tuvo una buena participación al quedar eliminado prematuramente de las instancias finales del torneo local. 
Para el segundo semestre, con mayor rodaje dentro del equipo y bajo la dirección de Hernán Torres, junto con la incorporación de jugadores como Wason Renteria en el ataque, Roman Torres en la zaga y el regreso de Rafael Robayo, se destacó por su entrega, compromiso, y talento en la recuperación de balones en el mediocampo azul, siendo esta última acompañada de un adecuado control de balón y criterio para generar jugadas ofensivas. En varias ocasiones tuvo que suplir en la posición de defensa central a sus compañeros expulsados, cumpliendo a cabalidad en una función por fuera de la ya reconocida. Siempre con un juego recio pero leal, Ramírez demostró liderazgo por medio de su carácter en el campo de juego.
Este antioqueño hizo parte fundamental del esquema del Director Técnico Hernán Torres Oliveros que logró la Estrella 14 para Millonarios, el 16 de diciembre de 2012. Su compromiso con la causa era tal, que durante el torneo prometió cortar su trenza característica en caso de lograr el título, cumpliendo con su pacto al terminar el encuentro de vuelta de la final versus el DIM.
El día 19 de abril del año 2013, marca su primer y único gol con Millonarios, ante Itagüi de larga distancia, donde el partido terminó 1-2 a favor del equipo paisa curiosamente con autogol de él.

### Junior
En 2014 pasó al Junior en calidad de préstamo por el club bogotano donde cumplió una destacada temporada. En Junior jugó dos temporadas donde no tuvo mucha continuidad,  jugó poco más de 50 partidos, y anotó un gol, contra su ex-equipo, el Boyacá Chico.

### Cúcuta Deportivo
En 2017 se une al Cúcuta Deportivo.

### Cortuluá
Durante 2018 se destacó para el equipo 'Corazón del Valle' llegando a anotar su primera triplera como jugador profesional.

### Itagüí Leones
Ficha en 2019 con recién descendió Itagüí Leones de la Categoría Primera B de Colombia.

### Retiro profesional
El 8 de abril de 2020 por medio de sus redes sociales Yhonny Ramírez confirma su retiro oficial como jugador profesional luego de 17 años de carrera y cinco títulos levantados, lo hizo a sus 36 años.

## Clubes

### Como jugador
| Club             | País     | Año         |
| ---------------- | -------- | ----------- |
| Envigado F. C.   | Colombia | 2002 - 2006 |
| Real Cartagena   | Colombia | 2007        |
| Boyacá Chicó     | Colombia | 2008 - 2011 |
| Millonarios      | Colombia | 2012 - 2013 |
| Junior           | Colombia | 2014 - 2016 |
| Cúcuta Deportivo | Colombia | 2017        |
| Cortuluá         | Colombia | 2018        |
| Leones           | Colombia | 2019        |

### Como asistente técnico
| Club           | País     | Año  |
| -------------- | -------- | ---- |
| Envigado F. C. | Colombia | 2023 |

## Estadísticas
| Club                        | Div.          | Temporada     | Liga  | Liga  | Copa Nacional | Copa Nacional | Copa Internacional | Copa Internacional | Total | Total |
| Club                        | Div.          | Temporada     | Part. | Goles | Part.         | Goles         | Part.              | Goles              | Part. | Goles |
| --------------------------- | ------------- | ------------- | ----- | ----- | ------------- | ------------- | ------------------ | ------------------ | ----- | ----- |
| Envigado FC · Colombia      | 1.ª           | 2002          |       |       | -             | -             | -                  | -                  |       |       |
| Envigado FC · Colombia      | 1.ª           | 2003          |       |       | -             | -             | -                  | -                  |       |       |
| Envigado FC · Colombia      | 1.ª           | 2004          |       |       | -             | -             | -                  | -                  |       |       |
| Envigado FC · Colombia      | 1.ª           | 2005          |       |       | -             | -             | -                  | -                  |       |       |
| Envigado FC · Colombia      | 1.ª           | 2006          |       |       | -             | -             | -                  | -                  |       |       |
| Envigado FC · Colombia      | 2.ª           | 2007-ll       |       |       | -             | -             | -                  | -                  |       |       |
| Envigado FC · Colombia      | Total club    | Total club    | 105   | 4     | 0             | 0             | 0                  | 0                  | 105   | 4     |
| Real Cartagena · Colombia   | 1.ª           | 2007-l        | 8     | 1     | -             | -             | -                  | -                  | 8     | 1     |
| Real Cartagena · Colombia   | Total club    | Total club    | 8     | 1     | 0             | 0             | 0                  | 0                  | 8     | 1     |
| Boyacá Chicó · Colombia     | 1.ª           | 2008          | 26    | 0     | 11            | 0             | 0                  | 0                  | 37    | 0     |
| Boyacá Chicó · Colombia     | 1.ª           | 2009          | 29    | 1     | 5             | 0             | 6                  | 0                  | 40    | 1     |
| Boyacá Chicó · Colombia     | 1.ª           | 2010          | 32    | 1     | 4             | 0             | -                  | -                  | 36    | 1     |
| Boyacá Chicó · Colombia     | 1.ª           | 2011          | 33    | 4     | 14            | 2             | -                  | -                  | 47    | 6     |
| Boyacá Chicó · Colombia     | Total club    | Total club    | 120   | 6     | 34            | 2             | 6                  | 0                  | 160   | 8     |
| Millonarios · Colombia      | 1.ª           | 2012          | 28    | 0     | 2             | 0             | 10                 | 0                  | 40    | 0     |
| Millonarios · Colombia      | 1.ª           | 2013          | 32    | 1     | 6             | 0             | 1                  | 0                  | 39    | 1     |
| Millonarios · Colombia      | Total club    | Total club    | 60    | 1     | 8             | 0             | 11                 | 0                  | 79    | 1     |
| Junior · Colombia           | 1.ª           | 2014          | 22    | 0     | 6             | 0             | -                  | -                  | 28    | 0     |
| Junior · Colombia           | 1.ª           | 2015          | 14    | 1     | 8             | 0             | 0                  | 0                  | 22    | 1     |
| Junior · Colombia           | 1.ª           | 2016          | 7     | 0     | 0             | 0             | 0                  | 0                  | 7     | 0     |
| Junior · Colombia           | Total club    | Total club    | 43    | 1     | 14            | 0             | 0                  | 0                  | 57    | 1     |
| Cúcuta Deportivo · Colombia | 2.ª           | 2017          | 16    | 0     | 1             | 0             | -                  | -                  | 17    | 0     |
| Cúcuta Deportivo · Colombia | Total club    | Total club    | 16    | 0     | 1             | 0             | 0                  | 0                  | 17    | 0     |
| Cortulua · Colombia         | 2.ª           | 2018          | 19    | 3     | 3             | 0             | -                  | -                  | 22    | 3     |
| Cortulua · Colombia         | Total club    | Total club    | 19    | 3     | 3             | 0             | 0                  | 0                  | 22    | 3     |
| Itagüí Leones · Colombia    | 2.ª           | 2019          | 20    | 0     | 3             | 0             | -                  | -                  | 23    | 0     |
| Itagüí Leones · Colombia    | Total club    | Total club    | 20    | 0     | 3             | 0             | 0                  | 0                  | 23    | 0     |
| Total carrera               | Total carrera | Total carrera | 391   | 16    | 63            | 2             | 17                 | 0                  | 471   | 18    |

### Hat-tricks
| 1 | 24 de octubre de 2018 | Estadio Doce de Octubre, Tuluá | Cortuluá - Real Cartagena |  | 3 - 0 | Primera B 2018 |

## Palmarés

### Campeonatos nacionales
| Título              | Club         | País     | Año  |
| ------------------- | ------------ | -------- | ---- |
| Primera B           | Envigado F.C | Colombia | 2007 |
| Torneo Apertura     | Boyacá Chicó | Colombia | 2008 |
| Torneo Finalización | Millonarios  | Colombia | 2012 |
| Copa Colombia       | Junior       | Colombia | 2015 |

## Plano personal
Tras su retiro como futbolista se tituló como entrenador en la Asociación de Técnicos de Fútbol Argentino. Más adelante recibió su título como Profesional en Deportes en el Politécnico Colombiano Jaime Isaza Cadavid.